# Neue Pommersche Provinzialblätter
Die Neuen Pommerschen Provinzialblätter waren eine von 1827 bis 1829 in vier Bänden veröffentlichte Zeitschrift, die zugleich als Mitteilungsorgan der Gesellschaft für pommersche Geschichte und Altertumskunde diente. Ihr Herausgeber war Ludwig Giesebrecht, der zugleich Sekretär der Gesellschaft war.
Die Zeitschrift folgte den von 1820 bis 1825 in sechs Bänden erschienenen Pommerschen Provinzialblättern, die auf eine Anregung des Oberpräsidenten der Provinz Pommern, Johann August Sack, entstanden waren und vom Superintendenten Johann Christian Ludwig Haken in Treptow a. Rega redigiert und herausgegeben worden waren.
1830 wurde das Erscheinen eingestellt und zwei Jahre später traten die Baltischen Studien ihre Nachfolge an, die eine reine Vereinszeitschrift war.